# نادي ملبورن فيكتوري
نادي ملبورن فيكتوري لكرة القدم (بالإنجليزية: Melbourne Victory Football Club)‏ هو نادي رياضي أسترالي لكرة القدم من ملبورن عاصمة ولاية فيكتوريا، وأحد فرق الدوري الأسترالي لكرة القدم.

## نبذة تاريخية
تأسس في عام 2004 بعد الإعلان عن تجديد الدوري المحلي في أستراليا، التي شهدت حل البطولة الوطنية لكرة القدم في عام 2003 والاستعاضة عنه بالدوري أ (A-league). وافق الاتحاد الأسترالي لكرة القدم (فا) على عرض ائتلاف ملبورن فيكتوري كممثل ملبورن في الدوري. وتم تعيين رئيس مجلس الإدارة والرئيس التنفيذي لشركة بلجرافيا (الراعي الرسمي للفريق) جيف لورد كرئيس لنادي ملبورن فيكتوري.

### بطولات
- الدوري الممتاز:
  - المتصدر (2): 2006–07, 2008–09
- بطولة الدوري:
  - البطل (2): 2006–07, 2008–2009
- كأس بطولة التحدي 
  - البطل (1): 2008–09
- جائزة شمال كوينزلاند 
  - البطل (1) 2006
- كأس اللورد مايرز 
  - البطل (1) 2007

### تاريخ المشاركات
| الموسم  | الفرق | التحدي      | الدوري الممتاز المركز | التأهيل النهائيات | سلم النهائيات المركز | التأهيل لأبطال آسيا | المركز أبطال آسيا |
| ------- | ----- | ----------- | --------------------- | ----------------- | -------------------- | ------------------- | ----------------- |
| 2005–06 | 8     | نصف النهائي | السابع                | لم يتأهل          | السابع               | لم يتأهل            | غ/م               |
| 2006–07 | 8     | الخامس      | المتصدر               | تأهل              | البطل                | تأهل 2008           | لم يتأهل          |
| 2007–08 | 8     | الثامن      | الخامس                | لم يتأهل          | الخامس               | لم يتأهل            | مرحلة المجموعات   |
| 2008–09 | 8     | الفائز      | المتصدر               | تأهل              | البطل                | تأهل 2010           | لم يتأهل          |
| 2009–10 | 10    | -           | -                     | -                 | -                    | -                   | مرحلة المجموعات   |

## اللاعبون
التشكيلة الرسمية كما في تاريخ 19 سبتمبر 2014
| الرقم |                  | المركز | اللاعب           |
| ----- | ---------------- | ------ | ---------------- |
| 1     | أستراليا         | حارس   | ناثان كو         |
| 2     | أستراليا         | مدافع  | جيسون غيريا      |
| 4     | أستراليا         | مدافع  | نيك انسل         |
| 5     | أستراليا         | وسط    | مارك ميليغان (c) |
| 6     | أستراليا         | وسط    | ليه بروكشم       |
| 7     | البرازيل         | وسط    | جیلرمو فینکلر    |
| 8     | ألبانيا          | مهاجم  | بسارت بریشا      |
| 9     | نيوزيلندا        | مهاجم  | كوستا باربروزيس  |
| 10    | أستراليا         | مهاجم  | أرتشي تومبسون    |
| 11    | أستراليا         | مهاجم  | كونر باين        |
| 13    | أستراليا         | مهاجم  | اندرو نابوت      |
| 14    | تونس             | وسط    | فهيد بن خلف الله |
| 15    | مقدونيا الشمالية | مدافع  | دانيل جورجيفسكي  |

| الرقم |          | المركز | اللاعب             |
| ----- | -------- | ------ | ------------------ |
| 16    | أستراليا | وسط    | رشيد مهدي          |
| 17    | فرنسا    | مدافع  | ماثيو ديلبيير      |
| 18    | أستراليا | مدافع  | ديلان مورنان       |
| 20    | أستراليا | حارس   | لورنس توماس        |
| 21    | أستراليا | وسط    | كارل فاليري        |
| 22    | أستراليا | وسط    | جيسي ماكاروناس     |
| 23    | أستراليا | مدافع  | ادريان ليجر        |
| 24    | أستراليا | مدافع  | سكوت غالوي         |
| 26    | أستراليا | وسط    | جوردن بروان        |
| 27    | أستراليا | مهاجم  | كريستوفر كريستالدو |
| 31    | أستراليا | وسط    | كيران دوفر         |
| 32    | أستراليا | مدافع  | ميلوس ردشيك        |
| 33    | أستراليا | مدافع  | كريس كفالو         |

## موقع خارجية
- الموقع الرسمي للنادي
- الموقع الرسمي للدوري الأسترالي